# Товада (город)
Това́да (яп. 十和田市 Товада-си) — город в Японии, находящийся в префектуре Аомори. Площадь города составляет 725,67 км², население — 63 975 человек (1 августа 2014), плотность населения — 88,16 чел./км².

## Географическое положение
Город расположен на острове Хонсю в префектуре Аомори региона Тохоку. С ним граничат города Аомори, Хиракава, Кадзуно, посёлки Рокунохе, Ситинохе, Тохоку, Гонохе, Косака и село Синго.

## Население
Население города составляет 63 975 человек (1 августа 2014), а плотность — 88,16 чел./км². Изменение численности населения с 1980 по 2005 годы:
| 1980 | 67 050 чел. |  |
| 1985 | 69 106 чел. |  |
| 1990 | 68 097 чел. |  |
| 1995 | 69 146 чел. |  |
| 2000 | 69 630 чел. |  |
| 2005 | 68 359 чел. |  |

## Символика
Деревом города считается сосна густоцветная, цветком — рододендрон.